# Ocho Macho
Az Ocho Macho egy 2003-ban, Kőszegen alakult magyar együttes, amely a reggae, a ska, a punk és a latin keveredéséből született, általuk „huppogásnak” hívott stílusú zenét játszik.
Az együttes neve pedig spanyolul annyit tesz, „nyolc hím” (a fordítás szándékosan helytelen, a pontos változat Ocho Machos lenne).

## Történetük
A zenekart 2003-ban alapították azzal a szándékkal, hogy Magyarország nyugati vidékén létrehozzanak egy mindenki által befogadható és abszolút sokoldalú produkciót. Az akkoriban népszerű slágerek játszása után az együttes hamarosan saját dalok komponálásába fogott.
2007 őszén kiadtak egy három számot tartalmazó kislemezt, amely a 2008-ban, szerzői kiadásban megjelent első nagylemezük, az „El mundo fantástico” előfutára volt. 2009-ben a CLS Music (akkor még CLS Records) is megjelentette a lemezt, amelyet az első hivatalos megjelenésnek tekintenek.
Az album megjelenése után sűrűn felléptek Magyarországon és Ausztriában és 2010-re ők lettek a fesztiválokon és klubokban az egyik leggyakrabban fellépő zenekar. Az osztrák közszolgálati rádió, az ORF és spanyolországi leányvállalatai bevették dalaikat a műsoraikba, ami magyar zenekarral ritkán esik meg.
2010-ben jelentették meg második, Puskás (Pancho Bum-Bum-bum) című kislemezüket, amely a legendás magyar labdarúgó, Puskás Ferenc emléke előtt tiszteleg. A címadó dalt Puskás egykori klubjának, a Real Madridnak otthont adó madridi Bernabéu stadionban is eljátszották.
Számos külföldi fesztiválon megfordultak már Romániától Ausztrián át Németországig, olyan előadók előzenekaraként játszottak, mint a Gentleman vagy a Buena Vista Social Club, de vendégeskedett koncertjükön a Ska Cubano is.
2012 végén egy különleges DVD-vel lepték meg a közönséget, az Offline-on az egész évet felölelő, közvetlen, vidám hangulatú stúdió- és koncertfilmek láthatóak.
2013-ban Tíz év- tíz város címmel országos születésnapi koncertturnéra indultak, majd ennek megkoronázásaként, októberben megjelent a 10 év – 10 város című maxijuk, három dallal. A ki vagyok én?! mellett a Maskaray című számban a PASO zenekarból ismert Krsa, a Képzeld el másképp című szerzeményben pedig Kowalsky vendégeskedik.
2014 májusában megjelent a zenekar 3. nagylemeze, De Pute Madre címmel.
A lemezzel egy időben megjelent az Ocho Camino című könyv is, amelyből mindenki számára kiderül, hogyan jutott el az Ocho Macho a kezdetektől napjainkig, a zenekari tagok szemszögéből.
2014-ben Szombathelyen és Szigetváron Ocho Macho Szívfonik néven áthangszerelve, hetven zenész kíséretében nagy sikerű szimfonikus koncertet adtak. A műsort szeretnék elvinni az ország más városaiba is, hogy ezt az új hangzást is megismerhesse a közönség. 
Az Ocho Macho zenekar már régóta hirdeti, hogy legyen minél több élőzene Magyarországon. A Lezmon csoport (Legyen Élőzene Magyarországon) segítségével egy jótékonysági turnén vettek részt, mely során a zenekar olyan településeken ad ingyenes koncertet, ahol a lakosságnak kevésbé van módja élőzenés rendezvényekre járni.
2015 tavaszán új kislemezzel jelentkeztek, melynek címe: Punk.
2015-ben a zenekar 92 koncertet adott Magyarországon és a határokon túl. A 2016-os év végén megjelent Hiszem azt című daluk, a Punnany Massif-ból ismert Wolfie közreműködésével.
A zenekar 4. albuma 2017. november 7-én jelent meg a Dönts! című lemez, mely rövid idő alatt aranylemez lett. A Flow című dalhoz klip is készült, ahol a zenekar tagjai családi körben láthatóak. A Valakinek mindenki című klipben pedig a tagok egy kicsit színészkedhettek is.

## Tagok

### Jelenlegi tagok
- Frolov Ákos
- Kirchknopf Gergő
- Wolford Benjamin
- Derzsi Zsolt
- Takács Roland Adrián
- Feng Ya Ou
- Jánny Dominik
- Daróczi Áron

## Diszkográfia

### Kislemezek és maxi-lemezek
| Év   | Cím        | Kiadó        |
| ---- | ---------- | ------------ |
| 2007 | Ocho Macho | nincs        |
| 2010 | Pancho     | CLS Music    |
| 2013 | Maskaray   | CLS Music    |
| 2015 | Punk       | Egység Média |
| 2017 | Dönts!     | MFM Music    |

### Albumok
| Év   | Cím                 | Minősítés | Kiadó        |
| ---- | ------------------- | --------- | ------------ |
| 2009 | El mundo fantástico | - Platina | CLS Music    |
| 2011 | Online a Világ      | - Platina | CLS Music    |
| 2014 | De Puta Madre       |           | Egység Média |
| 2017 | Dönts!              | Arany     | MFM Music    |